# Goh Rueng Meudo
Goh Rueng Meudo är en kulle i Indonesien.   Den ligger i provinsen Aceh, i den västra delen av landet, 1 800 km nordväst om huvudstaden Jakarta. Toppen på Goh Rueng Meudo är 218 meter över havet.
Terrängen runt Goh Rueng Meudo är kuperad åt sydost, men åt nordväst är den platt. Terrängen runt Goh Rueng Meudo sluttar norrut.Runt Goh Rueng Meudo är det ganska glesbefolkat, med 34 invånare per kvadratkilometer. I omgivningarna runt Goh Rueng Meudo växer i huvudsak städsegrön lövskog.